# Веселіших за нас немає
«Веселіше нас немає» (інша назва: «Рубінові зірки») — радянський комедійно-пригодницький художній фільм 1940 року, знятий режисером Олександром Усольцевим-Гарфом на Ташкентській кіностудії.

## Сюжет
Молодий чоловік, росіянин за національністю, їде до нареченої-туркменки в далекий прикордонний кишлак, не знаючи, що його численна родина вирішує зробити йому сюрприз і також відправляється в Туркменію для знайомства з нареченою та її батьками. Ланцюг комічних непорозумінь завершується епізодом сутички на кордоні з диверсантами.

## У ролях
- Олександр Чистяков — Григорій Іванович Коржев
- Лідія Генель-Аблова — Прасковія Андріївна Коржева
- Василь Зарубєєв — Єгор Коржев
- Анатолій Жуков — Валентин Коржев
- Клавдія Коробова — Ольга Коржева
- Степан Крилов — Вася, шофер
- Н. Ішмухамедов — Юсуп Джураєв, батько Хайри
- Шахадат Рахімова — Хайрі, дочка Джураєва
- Бахадир Карієв — Тимур, брат Хайри
- Д. Абідов — Саїд, брат Хайри
- Ергаш Хамраєв — Умар, брат Хайри
- Юлія Цай — Юля
- П. Ранєв — Мормоненко
- Гліб Кузнецов — Костянтин Коржев
- Борис Кудряшов — офіціант в поїзді
- Рахім Пірмухамедов — диверсант

## Знімальна група
- Режисер — Олександр Усольцев-Гарф
- Сценаристи — Олександр Ржешевський, Володимир Скріпіцин
- Оператор — Андрій Булинський
- Композитор — Георгій Свиридов
- Художники — Петро Смирнов, Р. Рульнєва